# シェリー・ターナー
シェリー・ターナー（Sherri Turner、1956年10月4日 - ）は、アメリカ合衆国の女子プロゴルファー。1984年からLPGAツアーに参戦し、LPGAツアーでメジャー選手権1勝を含む、通算3勝を挙げた。

## アマチュア時代
サウスカロライナ州グリーンビルで生まれ、4歳でゴルフを始めた。1974年・1975年のカロライナ・ジュニアチャンピオンとなる。ファーマン大学に通い、在学中にウィメンズ・サザンインターカレッジなど3つのトーナメントに勝利する。

## プロ転向後
1979年にプロに転向、1979年から84年までWSGTミニツアーでプレーしていた。1984年、LPGAツアーに参戦、ツアーでも屈指のロングヒッターの1人であった。ツアーでは通算3勝を挙げ、その内の1勝がメジャー大会の1988年マツダLPGA選手権である。この1988年には賞金女王になり、米国ゴルフ記者協会（GWAA）、ゴルフ・イラストレーテッド、ゴルフ・ワールド、ゴルフ・マガジンから年間最優秀女性プレーヤーに選ばれた翌年も賞金ランキングで10位になったが、その頃から次第にフォームが崩れ、その後の2年間はトップ40に留まった。1999年、メジャー選手権の全米女子オープンで2位となる。また、LPGAツアーにおいて通算90回以上のトップ10フィニッシュを達成した。
1989年、ファーマン・アスリート殿堂入りを果した。1990年にはニュトラ・スウィート殿堂入りを果した初の人物となった。彼女はサウスカロライナ殿堂の名誉会員でもある。1997年から99年までLPGAプレーヤー執行委員会のメンバーを務めた。ターナーは15歳で1型糖尿病と診断されていた。

## プロ戦績

### LPGAツアー (3勝)
| 凡例                     |
| LPGAメジャー選手権 (1勝) |
| その他のLPGAツアー (2勝) |

| No. | 日付   | トーナメント                               | スコア                | ストローク差 | 2位の選手                 |
| --- | ------ | ------------------------------------------ | --------------------- | ------------ | ------------------------- |
| 1   | 1988年 | マツダLPGA選手権                           | −7 (70-71-73-67=281)  | 1打差        | エイミー・オルコット      |
| 2   | 1988年 | LPGAコーニングクラシック                   | −15 (71-63-69-70=273) | 2打差        | ジョアン・カーナー 具玉姫 |
| 3   | 1989年 | オリックス・ハワイアン・レディースオープン | −11 (70-69-66=205)    | 4打差        | サラ・アン・マゲトリック  |

LPGAツアー プレーオフの記録 (0勝2敗)
| No. | 年     | トーナメント                 | 対戦相手                                         | 結果                                                                      |
| --- | ------ | ---------------------------- | ------------------------------------------------ | ------------------------------------------------------------------------- |
| 1   | 1988年 | サラ・リークラシック         | タミー・グリーン パティ・リゾ キム・ウィリアムズ | リゾが5ホール目にバーディーで勝利 グリーンとウィリアムズは1ホール目に脱落 |
| 2   | 1988年 | レディ・キーストン・オープン | シャーリー・ファーロング                         | 1ホール目、相手のパーで敗北                                               |

### レジェンズツアー (3勝)
- 2008年 BJチャリティー選手権（英語版） (シンディ・フィグ＝カリアー（英語版）と)
- 2012年 ハンナフォード・コミュニティ・チャレンジ（英語版）
- 2013年 LPGAレジェンド・スイング・フォー・ザ・キュア（英語版）

## メジャー選手権

### 勝利 (1勝)
| 年     | 選手権           | スコア               | ストローク差 | 2位の選手            |
| ------ | ---------------- | -------------------- | ------------ | -------------------- |
| 1988年 | マツダLPGA選手権 | −7 (70-71-73-67=281) | 1打差        | エイミー・オルコット |

## チーム戦出場
プロフェッショナル
- ハンダカップ (アメリカ選抜選手チーム): 2007年 (勝利)、2008年 (勝利)、2009年 (勝利)、2010年 (勝利)、2012年 (タイ、カップ保持)、2013年、2014年 (勝利)